# Panicum plenum
Panicum plenum är en gräsart som beskrevs av Albert Spear Hitchcock och Mary Agnes Chase. Panicum plenum ingår i släktet vipphirser, och familjen gräs. Inga underarter finns listade i Catalogue of Life.